# 458P/Jahn
458P/Jahn è una cometa periodica appartenente alla famiglia delle comete gioviane. La cometa è stata scoperta il 14 febbraio 2023 , la scoperta pochi giorni dopo di immagini di prescoperta risalenti anche a prima del precedente passaggio al perielio ha permesso di numerarla a tempo di record .